# Mía es la venganza
Mía es la venganza es una serie de televisión española de Mediaset España para Telecinco creada por Aurora Guerra, con Jesús Font de productor ejecutivo, y protagonizada por Lydia Bosch, José Sospedra y Natalia Rodríguez, entre otros.
La serie se estrenó el 12 de junio de 2023 a las 15ː45 horas en Telecinco. Sin llegar al mes de emisión y debido a los malos datos de audiencia, a principios de julio Mediaset anunció la paralización de las grabaciones y posteriormente su cancelación. A partir del 17 de julio del mismo año, la serie fue trasladada a Divinity. Finalizó sus emisiones el 10 de noviembre de 2023, estando desde entonces disponible bajo demanda en Mitele y Movistar Plus+.

## Historia
En noviembre de 2022 se anuncia que Mediaset España estaba preparando una nueva serie diaria para Telecinco, después de 13 años tras el final de Yo soy Bea.
En febrero de 2023, se confirma que Lydia Bosch sería la protagonista del proyecto y arranca el rodaje de la serie en distintas localizaciones de Madrid.
Semanas más tarde, se da a conocer que la serie paraliza sus grabaciones, tras las incorporación de Amalia Martínez de Velasco al equipo de Alea Media, generando cambios en la producción como sustituir a los dos protagonistas seleccionados y cesar a Aurora Guerra del proyecto, desvinculándola por completo pese a ser la creadora del mismo.
A principios de marzo de 2023, se anuncia que Natalia Rodríguez y José Sospedra serán los nuevos actores protagonistas del proyecto junto a Bosch, interpretando a Olivia y Mario respectivamente. El 8 de marzo del mismo año, mediante una nota de prensa de Mediaset España, se confirma todo el reparto de la serie formado por Elena Furiase, Armando del Río, Begoña Maestre, Claudio de la Torre, Fanny Gautier, Eve Ryan, Gonzalo Kindelán, Miguel Brocca, María Ramos, José Ángel Trigo, David Muro, Fátima Baeza y Mariam Hernández.
El viernes, 9 de junio, se publica que la serie se estrenaría el lunes, 12 de junio a las 15ː45 horas, reduciendo 45 minutos la duración de Sálvame. Ese mismo día, también se confirma que la serie habría firmado por tres temporadas de 90 capítulos cada una de ellas, sin embargo, el 4 de julio, se hace público que Mediaset había paralizado el rodaje de la serie en el episodio 110, por sus bajos niveles de audiencia. Por el mismo motivo, el serial es trasladado a Divinity desde el 17 de julio del mismo año, manteniendo el mismo horario a partir de su episodio número 26.

## Sinopsis
7 de marzo de 2003. Tras un aparatoso accidente en el que un coche cae a un lago, en el interior del vehículo se encuentran Sonia (Lydia Bosch) y dos niñas Silvia y Olivia. Tras el impacto solamente puede salvar a una de ellas, pues no hay tiempo para rescatar a las dos.
Dos décadas después, Sonia es la propietaria de Los Olivos, un selecto club deportivo y Olivia (Natalia Rodríguez) su hija, a la cual salvó y que tiene una relación tensa con su madre, ignoran el pasado para olvidar el traumático accidente.
Mario Costa / Lucas Moreno (José Sospedra) es un joven atormentado con un accidente que sucedió veinte años atrás y que está relacionado con el mismo que tuvo Sonia, urdiendo un plan de venganza para hacer sufrir a madre e hija tanto como lo hicieron padecer a él.

## Reparto

### Personajes principales
| Actor / Actriz      | Personaje                                   | Temporada  |
| Actor / Actriz      | Personaje                                   | 1          |
| ------------------- | ------------------------------------------- | ---------- |
| Lydia Bosch         | Sonia Hidalgo                               | Principal  |
| Natalia Rodríguez   | Olivia Serra Hidalgo                        | Principal  |
| José Sospedra       | Mario Costa Blanco / Lucas Moreno Hernández | Principal  |
| Ibrahim Al Shami    | Fernando Serra Hidalgo                      | Principal  |
| Claudio de la Torre | Orson Benavente Rojas                       | Principal  |
| Armando del Río     | Alejandro Alonso                            | Principal  |
| José Ángel Trigo    | Bosco San Román                             | Principal  |
| Elena Furiase       | Lucía Serrano Domínguez                     | Principal  |
| Clara Sans          | Candela Salmerón Rubio                      | Principal  |
| María Ramos         | Abir Ayad Baghdadi                          | Principal  |
| Miguel Brocca       | Diego Vargas Espinosa                       | Principal  |
| Stéphanie Magnin    | Paola Malinverni de Luca                    | Principal  |
| Rubén Bernal        | Carlos Andrade                              | Principal  |
| Gonzalo Kindelán    | Lorenzo Zorrilla                            | Principal  |
| Raúl Ferrando       | Arturo Carrillo                             | Principal  |
| Alba Gutiérrez      | Blanca Cobo                                 | Principal  |
| Fanny Gautier       | Luisa Navarro                               | Principal  |
| Eve Ryan            | Sara Antonia Maceda Navarro                 | Principal  |
| Máximo Pastor       | Gonzalo Maceda Navarro                      | Principal  |
| Judith Fernández    | Vanessa Muñoz                               | Principal. |
| Ana Álvarez         | Isabel Hurtado                              | Principal  |
| Carlos Manuel Díaz  | Jaime Serra                                 | Principal  |

## Equipo
Producción ejecutiva Alea MediaJesús Font y Aitor Gabilondo
Producción ejecutiva Mediaset EspañaArantxa Écija
Producción delegada Mediaset EspañaJuan Carlos Gil del Casar
Jefa de Análisis de Guion de Mediaset EspañaCarmen Socías
Idea originalAurora Guerra
Coordinación de guionJuan Vicente Pozuelo y Roberto Goñi
GuionAurora Guerra, Juan Vicente Pozuelo, Roberto Goñi, David Casany García, Susana Prieto, Arantxa Cuesta, Sonia Pastor, Daniel Corpas, Beatriz González Cruz, José Luis Latasa, Francisco Dianes, Fanny Mendaña, Ernesto Pozuelo, Santiago Díaz, Félix Jiménez Velando, Antonio Venegas, Irene Olaciregui y Guillermo Escobedo
DirecciónPedro Martínez Cifuentes, David Montoya (Monty), Mikel Rada, Alexandra Graf y Ricardo A. Solla
Coordinación de DirecciónFerran Suárez
Dirección de Producción Alea MediaÁlex Moreno
Dirección de Producción Mediaset EspañaCristina Castilla
Dirección de FotografíaCarlos Iglesias, Juan Carlos de la Torre y Arturo H. H.
Dirección de ArteAna Romero
Dirección de CastingJuan León
Diseño de VestuarioChus Rueda
Maquillaje y PeluqueríaPaco López
Jefes de SonidoMiguel Ángel Rubio, Pablo Bueno y Óscar Barros
Diseño de SonidoJoaquín Rebollo y Raúl Lasvinges
MúsicaJuanjo Javierre
EdiciónElena Madrid, Samuel del Moral, Víctor E. D. Somoza y Belén Trenado

## Temporadas y audiencias
| Temporada | Episodios | Estreno             | Final                   | Audiencia    | Audiencia |
| Temporada | Episodios | Estreno             | Final                   | Espectadores | Cuota     |
| --------- | --------- | ------------------- | ----------------------- | ------------ | --------- |
| 1.ª       | 110       | 12 de junio de 2023 | 10 de noviembre de 2023 | 360 000      | 3,8%      |
| Media     | 110       | 12 de junio de 2023 | 10 de noviembre de 2023 | 360 000      | 3,8%      |

NOTA: La serie estaba planteada inicialmente con tres temporadas de 90 capítulos, tras la repentina cancelación se decidió que fuera una única temporada de 110 capítulos.

### Primera temporada (2023)
| Episodios emitidos | Episodios emitidos | Episodios emitidos                          | Episodios emitidos | Episodios emitidos | Episodios emitidos |
| N.º (serie)        | N.º (temp.)        | Título                                      | Fecha de emisión   | Audiencia          | Audiencia          |
| N.º (serie)        | N.º (temp.)        | Título                                      | Fecha de emisión   | Espectadores       | Cuota              |
| ------------------ | ------------------ | ------------------------------------------- | ------------------ | ------------------ | ------------------ |
|                    |                    |                                             |                    |                    |                    |
| 1                  | 1                  | El pasado siempre vuelve                    | 12/06/2023         | 1 007 000          | 9,7%               |
| 2                  | 2                  | No es el momento                            | 13/06/2023         | 994 000            | 9,3%               |
| 3                  | 3                  | El pelotazo                                 | 14/06/2023         | 867 000            | 8,5%               |
| 4                  | 4                  | El famoso Orson                             | 15/06/2023         | 852 000            | 8,4%               |
| 5                  | 5                  | Traición y desconfianza                     | 16/06/2023         | 880 000            | 8,8%               |
| 6                  | 6                  | ¿Quién está detrás de todo esto?            | 19/06/2023         | 897 000            | 8,4%               |
| 7                  | 7                  | El infierno que viví                        | 20/06/2023         | 924 000            | 8,9%               |
| 8                  | 8                  | Cuéntamelo todo                             | 21/06/2023         | 772 000            | 7,9%               |
| 9                  | 9                  | La trampa                                   | 22/06/2023         | 889 000            | 8,9%               |
| 10                 | 10                 | Sufrirán tanto como yo                      | 23/06/2023         | 908 000            | 9,1%               |
| 11                 | 11                 | Buscando al responsable                     | 26/06/2023         | 867 000            | 8,6%               |
| 12                 | 12                 | Esto es solo el principio                   | 27/06/2023         | 759 000            | 7,6%               |
| 13                 | 13                 | Tendrás tu merecido                         | 28/06/2023         | 752 000            | 7,7%               |
| 14                 | 14                 | No lo haga, por favor                       | 29/06/2023         | 748 000            | 7,5%               |
| 15                 | 15                 | Culpabilidad                                | 30/06/2023         | 770 000            | 7,9%               |
| 16                 | 16                 | Proposición inesperada                      | 03/07/2023         | 784 000            | 7,8%               |
| 17                 | 17                 | La advertencia                              | 04/07/2023         | 774 000            | 7,9%               |
| 18                 | 18                 | Nos la están jugando                        | 05/07/2023         | 794 000            | 7,7%               |
| 19                 | 19                 | Una casualidad inquietante                  | 06/07/2023         | 686 000            | 6,8%               |
| 20                 | 20                 | Pequeños detalles                           | 07/07/2023         | 641 000            | 6,5%               |
| 21                 | 21                 | ¿Qué quieres papá?                          | 10/07/2023         | 691 000            | 6,8%               |
| 22                 | 22                 | Quiero mi dinero                            | 11/07/2023         | 646 000            | 6,2%               |
| 23                 | 23                 | El juego debe continuar                     | 12/07/2023         | 762 000            | 7,6%               |
| 24                 | 24                 | Sé que tramas algo                          | 13/07/2023         | 738 000            | 7,4%               |
| 25                 | 25                 | No puede ser de otra manera                 | 14/07/2023         | 686 000            | 6,7%               |
|                    |                    |                                             |                    |                    |                    |
| 26                 | 26                 | Las personas no cambiamos                   | 17/07/2023         | 217 000            | 2,2%               |
| 27                 | 27                 | No es lo que piensas                        | 18/07/2023         | 212 000            | 2,1%               |
| 28                 | 28                 | La denuncia por desaparición                | 19/07/2023         | 197 000            | 2,0%               |
| 29                 | 29                 | Vuelve, mamá                                | 20/07/2023         | 218 000            | 2,2%               |
| 30                 | 30                 | Yo nunca te haría daño, Sonia               | 21/07/2023         | 194 000            | 2,0%               |
| 31                 | 31                 | ¿Un error?                                  | 24/07/2023         | 172 000            | 1,7%               |
| 32                 | 32                 | Quiero respuestas                           | 25/07/2023         | 187 000            | 1,9%               |
| 33                 | 33                 | Pillados                                    | 26/07/2023         | 186 000            | 1,9%               |
| 34                 | 34                 | Merecerá la pena                            | 27/07/2023         | 227 000            | 2,3%               |
| 35                 | 35                 | ¿Me estás dejando?                          | 28/07/2023         | 196 000            | 2,1%               |
| 36                 | 36                 | Explícame esto                              | 31/07/2023         | 199 000            | 2,0%               |
| 37                 | 37                 | Lo perderás todo                            | 01/08/2023         | 189 000            | 1,9%               |
| 38                 | 38                 | Te necesito                                 | 02/08/2023         | 217 000            | 2,3%               |
| 39                 | 39                 | He perdido la paciencia                     | 03/08/2023         | 255 000            | 2,7%               |
| 40                 | 40                 | ¿Qué haces aquí?                            | 04/08/2023         | 235 000            | 2,6%               |
| 41                 | 41                 | Distancia                                   | 07/08/2023         | 262 000            | 2,8%               |
| 42                 | 42                 | Por tu bien, no te metas                    | 08/08/2023         | 263 000            | 2,9%               |
| 43                 | 43                 | Puñalada trapera                            | 09/08/2023         | 267 000            | 2,8%               |
| 44                 | 44                 | Las sospechas de Olivia                     | 10/08/2023         | 189 000            | 2,1%               |
| 45                 | 45                 | ¿Pasa algo?                                 | 11/08/2023         | 198 000            | 2,2%               |
| 46                 | 46                 | No se puede confiar en nadie                | 14/08/2023         | 195 000            | 2,2%               |
| 47                 | 47                 | El interrogatorio                           | 15/08/2023         | 186 000            | 2,2%               |
| 48                 | 48                 | ¿Me buscabas?                               | 16/08/2023         | 214 000            | 2,4%               |
| 49                 | 49                 | Tú y yo                                     | 17/08/2023         | 229 000            | 2,5%               |
| 50                 | 50                 | Un paso por delante                         | 18/08/2023         | 213 000            | 2,3%               |
| 51                 | 51                 | Negocios                                    | 21/08/2023         | 236 000            | 2,5%               |
| 52                 | 52                 | Vendrán a por mí                            | 22/08/2023         | 267 000            | 2,8%               |
| 53                 | 53                 | La nueva secretaria                         | 23/08/2023         | 237 000            | 2,5%               |
| 54                 | 54                 | Debo denunciarla                            | 24/08/2023         | 211 000            | 2,2%               |
| 55                 | 55                 | ¿Por qué será que no me fio de ti?          | 25/08/2023         | 288 000            | 3,0%               |
| 56                 | 56                 | ¿Quieres casarte conmigo?                   | 28/08/2023         | 281 000            | 2,7%               |
| 57                 | 57                 | No me abandones                             | 29/08/2023         | 235 000            | 2,4%               |
| 58                 | 58                 | ¿Quién eres?                                | 30/08/2023         | 239 000            | 2,4%               |
| 59                 | 59                 | Sospecha                                    | 31/08/2023         | 216 000            | 2,2%               |
| 60                 | 60                 | Punto muerto                                | 01/09/2023         | 271 000            | 2,9%               |
| 61                 | 61                 | Mi verdadero pasado                         | 04/09/2023         | 249 000            | 2,5%               |
| 62                 | 62                 | Sospechas                                   | 05/09/2023         | 180 000            | 1,9%               |
| 63                 | 63                 | Mejor prevenir                              | 06/09/2023         | 227 000            | 2,3%               |
| 64                 | 64                 | Ya se quién eres                            | 07/09/2023         | 241 000            | 2,5%               |
| 65                 | 65                 | Toda la verdad                              | 08/09/2023         | 269 000            | 2,7%               |
| 66                 | 66                 | Enamorarse no es compatible con la venganza | 11/09/2023         | 238 000            | 2,3%               |
| 67                 | 67                 | Te voy a denunciar                          | 12/09/2023         | 291 000            | 2,9%               |
| 68                 | 68                 | Cobarde y mentiroso                         | 13/09/2023         | 280 000            | 2,8%               |
| 69                 | 69                 | En enemigo en casa                          | 14/09/2023         | 247 000            | 2,5%               |
| 70                 | 70                 | Sufrirás                                    | 15/09/2023         | 275 000            | 2,8%               |
| 71                 | 71                 | Un pequeño detalle                          | 18/09/2023         | 248 000            | 2,5%               |
| 72                 | 72                 | No olvido                                   | 19/09/2023         | 275 000            | 2,9%               |
| 73                 | 73                 | Del amor al odio solo hay un paso           | 20/09/2023         | 262 000            | 2,8%               |
| 74                 | 74                 | ¿Dónde está Enrique?                        | 21/09/2023         | 228 000            | 2,3%               |
| 75                 | 75                 | Por una amistad duradera                    | 22/09/2023         | 238 000            | 2,5%               |
| 76                 | 76                 | 20 años esperando                           | 25/09/2023         | 252 000            | 2,8%               |
| 77                 | 77                 | Gracias, Mario                              | 26/09/2023         | 231 000            | 2,6%               |
| 78                 | 78                 | Ella no fue la culpable                     | 27/09/2023         | 279 000            | 3,1%               |
| 79                 | 79                 | Mis condiciones                             | 28/09/2023         | 222 000            | 2,5%               |
| 80                 | 80                 | Lo siento                                   | 29/09/2023         | 254 000            | 2,9%               |
| 81                 | 81                 | Decepción e indignación                     | 02/10/2023         | 216 000            | 2,5%               |
| 82                 | 82                 | A por el objetivo                           | 03/10/2023         | 292 000            | 3,4%               |
| 83                 | 83                 | No volverá a hacerme daño                   | 04/10/2023         | 243 000            | 3,0%               |
| 84                 | 84                 | Ambición                                    | 05/10/2023         | 210 000            | 2,6%               |
| 85                 | 85                 | La proposición                              | 06/10/2023         | 206 000            | 2,4%               |
| 86                 | 86                 | No vuelvas a molestarme                     | 09/10/2023         | 218 000            | 2,6%               |
| 87                 | 87                 | Irse para no volver                         | 10/10/2023         | 229 000            | 2,7%               |
| 88                 | 88                 | Sinceridad                                  | 11/10/2023         | 198 000            | 2,4%               |
| 89                 | 89                 | Truco o trato                               | 12/10/2023         | 174 000            | 1,9%               |
| 90                 | 90                 | Pese a todo, te quiero                      | 13/10/2023         | 205 000            | 2,3%               |
| 91                 | 91                 | Sospechosos de asesinato                    | 16/10/2023         | 208 000            | 2,3%               |
| 92                 | 92                 | La confesión                                | 17/10/2023         | 289 000            | 3,3%               |
| 93                 | 93                 | Te vendrás conmigo                          | 18/10/2023         | 231 000            | 2,7%               |
| 94                 | 94                 | Algo que no sabías                          | 19/10/2023         | 261 000            | 2,9%               |
| 95                 | 95                 | ¿Qué va a ser de mi?                        | 20/10/2023         | 296 000            | 3,3%               |
| 96                 | 96                 | Apuntar hacia otro lado                     | 23/10/2023         | 195 000            | 2,3%               |
| 97                 | 97                 | Secretos                                    | 24/10/2023         | 234 000            | 2,8%               |
| 98                 | 98                 | Acoso y mentiras                            | 25/10/2023         | 206 000            | 2,5%               |
| 99                 | 99                 | Un juego de azar                            | 26/10/2023         | 278 000            | 3,2%               |
| 100                | 100                | Me ha salvado la vida                       | 27/10/2023         | 289 000            | 3,4%               |
| 101                | 101                | Dudas                                       | 30/10/2023         | 247 000            | 3,1%               |
| 102                | 102                | No quiero volver a perderte                 | 31/10/2023         | 204 000            | 2,6%               |
| 103                | 103                | A por un mismo objetivo                     | 01/11/2023         | 252 000            | 2,5%               |
| 104                | 104                | No te metas en medio                        | 02/11/2023         | 242 000            | 2,8%               |
| 105                | 105                | El fin justifica los medios                 | 03/11/2023         | 226 000            | 2,6%               |
| 106                | 106                | Un vínculo irrompible                       | 06/11/2023         | 246 000            | 3,1%               |
| 107                | 107                | Ya está todo dicho                          | 07/11/2023         | 204 000            | 2,4%               |
| 108                | 108                | ¿Hasta dónde eres capaz de llegar?          | 08/11/2023         | 228 000            | 2,8%               |
| 109                | 109                | Construir una vida juntos                   | 09/11/2023         | 210 000            | 2,5%               |
| 110                | 110                | El asalto final                             | 10/11/2023         | 228 000            | 2,8%               |

### Audiencia media por meses
| Audiencia media por meses | Audiencia media por meses | Audiencia media por meses | Audiencia media por meses | Audiencia media por meses |
| Año                       | Mes                       | N.⁰ de emisiones          | Audiencia                 | Audiencia                 |
| Año                       | Mes                       | N.⁰ de emisiones          | Espectadores              | Cuota                     |
| ------------------------- | ------------------------- | ------------------------- | ------------------------- | ------------------------- |
| 2023                      | Junio                     | 15                        | 859 000                   | 8,5%                      |
| 2023                      | Julio                     | 21                        | 448 000                   | 4,5%                      |
| 2023                      | Agosto                    | 23                        | 231 000                   | 2,5%                      |
| 2023                      | Septiembre                | 21                        | 250 000                   | 2,6%                      |
| 2023                      | Octubre                   | 21                        | 233 000                   | 2,7%                      |
| 2023                      | Noviembre                 | 10                        | 230 000                   | 2,7%                      |
|                           | Media                     | Media                     | 360 000                   | 3,8%                      |